# Palazzo Laderchi
Palazzo Laderchi è un palazzo di Faenza della fine del Settecento, situato all'angolo tra via XX Settembre e Corso Garibaldi confinante con Palazzo dalle Olle.

## Il palazzo

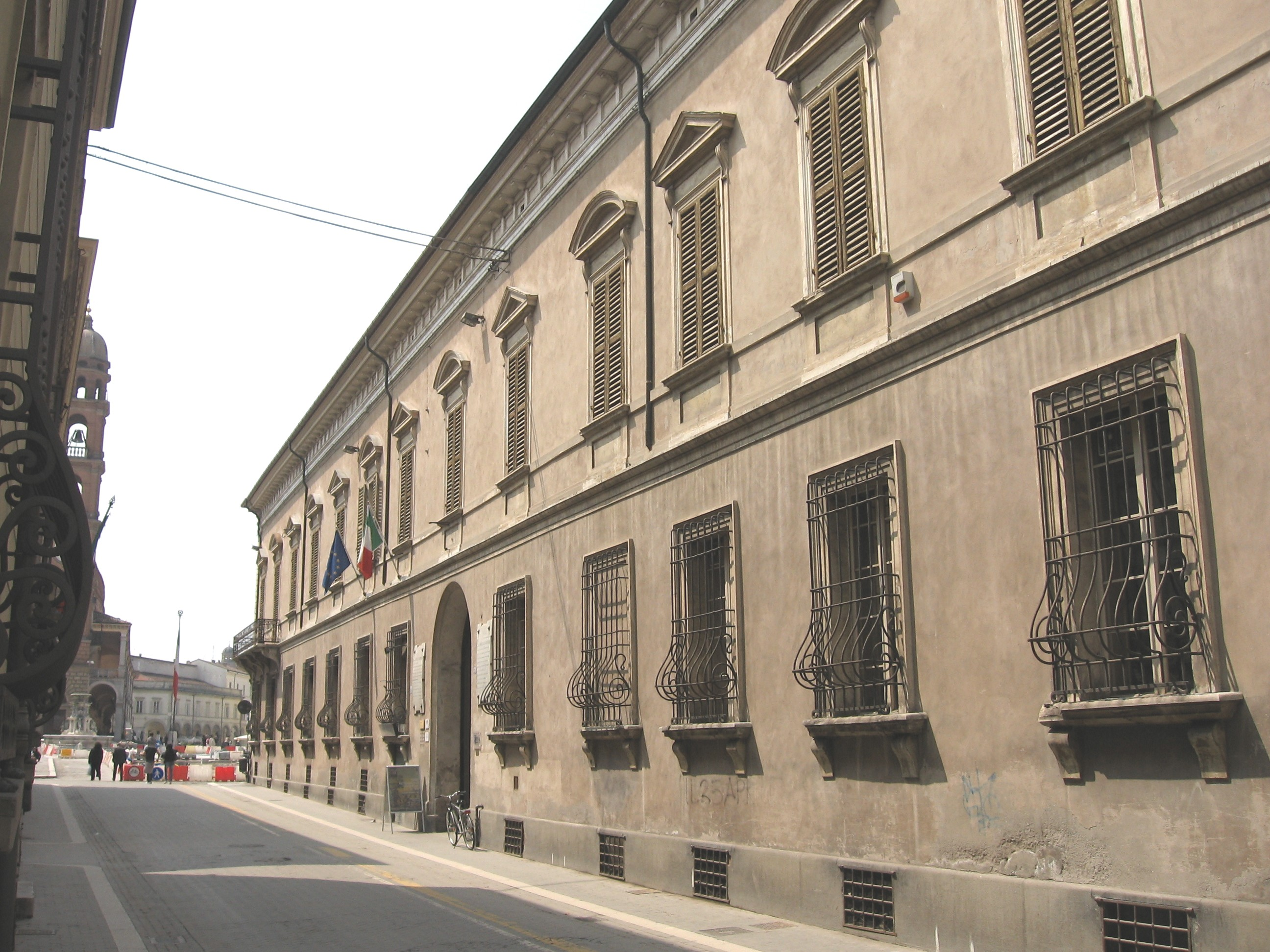
Palazzo Laderchi, fronte su Corso Garibaldi

Fu commissionato nel 1780 dal conte Ludovico Laderchi all'architetto bolognese Francesco Tadolini e costruito in forme neocinquecentesche.  Il conte Laderchi per ottenere il tanto agognato "affaccio sulla piazza" acquisì la Parrocchia di S. Biagio, che all'epoca occupava la posizione in angolo, facendola spostare su corso Garibaldi. In seguito la Parrocchia venne poi acquistata dal conte Gian Battista Lacchini divenendo infine parte dell'attuale Palazzo dalle Olle con il quale oggi confina.
Gli affreschi della volta della "Grande galleria" vennero completati da Felice Giani il 4 giugno del 1794: dieci grandi riquadri in stile neoclassico narrano il mito di Amore e Psiche. Sulle pareti si trova una decorazione eterogenea costituita da lesene in stucco di Antonio Trentanove e da festoni verticali dipinti con nastri svolazzanti, fiori e frutta, opera di un anonimo maestro, probabilmente Giovanni Ugolini.
Nel proprio appartamento da scapolo, il fratello del conte Ludovico, Achille Laderchi, commissionò all'architetto Giovanni Antonio Antolini uno studio a pianta ellittica, il "gabinetto di astronomia", realizzato e decorato da Felice Giani nel 1797. 
Altri ambienti furono fatti sistemare intorno al 1840 dal conte Francesco Laderchi con decorazioni di Romolo Liverani e del fratello Antonio, tra le quali di particolare interesse storico la lunetta, che raffigura la villa dei Laderchi nella frazione di Prada con annesso mulino a vapore, il primo apparso nello Stato Pontificio.
Nel 1857, alla morte del conte Francesco, il palazzo fu venduto ai conti Zauli Naldi, e da questi nel 1875 al marchese Camillo Zacchia Rondinini, che lo restaurò. Nel 1905 diviene di proprietà del comune di Faenza e negli anni venne adibito a diversi usi: sede di uffici governativi, casa del Fascio, scuola, sede dell'assessorato alla cultura. Oggi è sede di diversi enti e associazioni, tra cui la Società torricelliana di scienze e lettere, e di musei.

## La famiglia
La famiglia Laderchi proviene dall'antica località di Laderchio (Riolo Terme). Giacomo Laderchi fu il tutore dell'ultimo Signore di Faenza, Astorgio III Manfredi; Pier Gentile, giureconsulto, nel 1523 fu incaricato di redigere i nuovi statuti della città. 
Il Conte Ludovico Laderchi fu Podestà durante il dominio francese, mentre il fratello Conte Achille fece parte dell'Amministrazione Centrale e del Corpo Legislativo della Repubblica Cisalpina e, in precedenza, era stato imprigionato dal governo papale per aver aderito ad un moto dell'ottobre 1796 con cui si progettava l'adesione della città alla nascente repubblica Cispadana.
Il Conte Francesco Laderchi fu un illustre patriota risorgimentale (come ricorda la grande lapide a destra del portone del palazzo), egli nel 1847 ospitò nel palazzo la Guardia Civica e, quando questa fu trasferita in altra sede, rifiutò fermamente il rimborso, ad opera della municipalità, per i danni arrecati dalla "soldataglia". Durante la rivoluzione della Repubblica Romana del 1849  fu nominato Preside della Provincia di Forlì. 
Il figlio Conte Comm. Achille Laderchi (1830-1906), fu anch'egli tra i più grandi protagonisti del risorgimento faentino, combatté giovanissimo gli austriaci a Vicenza nel 1848 e per due volte fu Sindaco di Faenza: dal 1861 al 1863 e dal 1901 al 1902.
La famiglia Laderchi fece costruire anche Villa Laderchi detta "Rotonda", una villa vicino al fiume Lamone detta "Il Prato" e l'antica villa a Prada di Russi, non più esistente.

## I musei
All'interno del palazzo sono allestiti:
- Il Museo Torricelliano, raccolta di cimeli e carte di Evangelista Torricelli, con una biblioteca di oltre duemila tra volumi e riviste;[3][4]
- Il Museo del Risorgimento e dell'età contemporanea di Faenza[5], inaugurato nella nuova sede nel 2009: una raccolta di cimeli e documenti che riguardano personaggi ed eventi storici di Faenza e dintorni a partire dal 1790, data dell'arrivo delle truppe napoleoniche a Faenza, fino al 1945.

## Galleria d'immagini

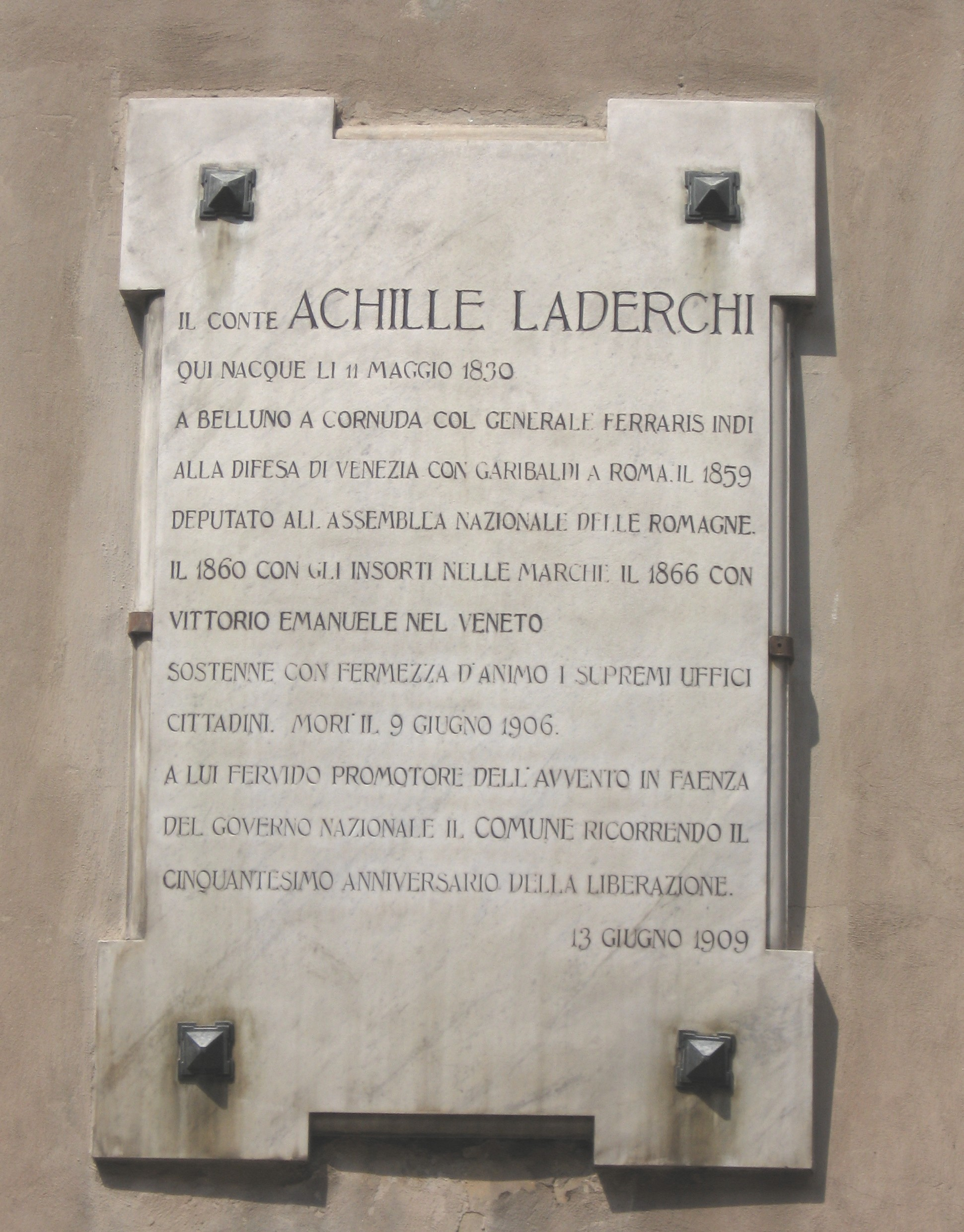
Targa commemorativa del conte Achille Laderchi
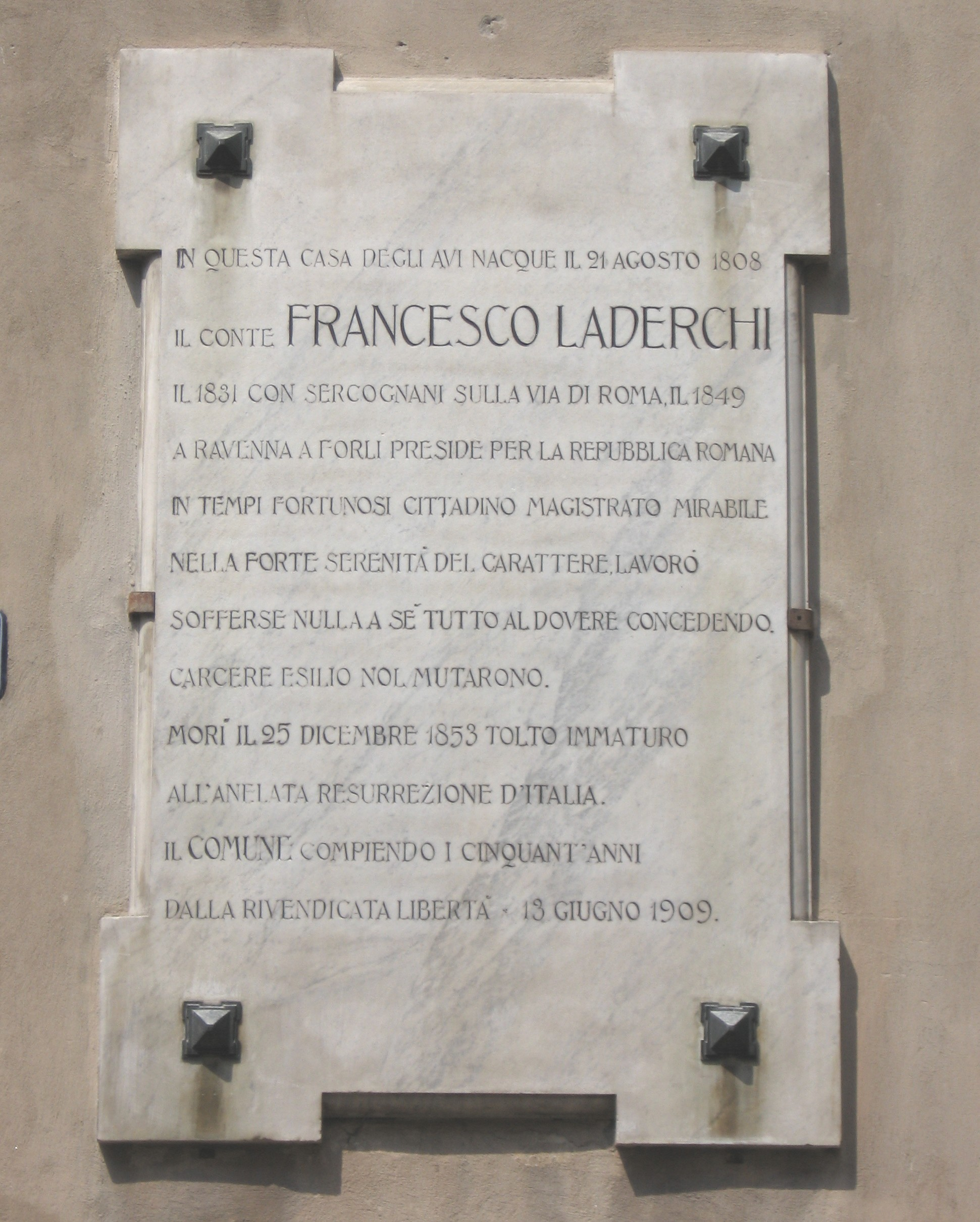
Targa commemorativa del conte Francesco Laderchi
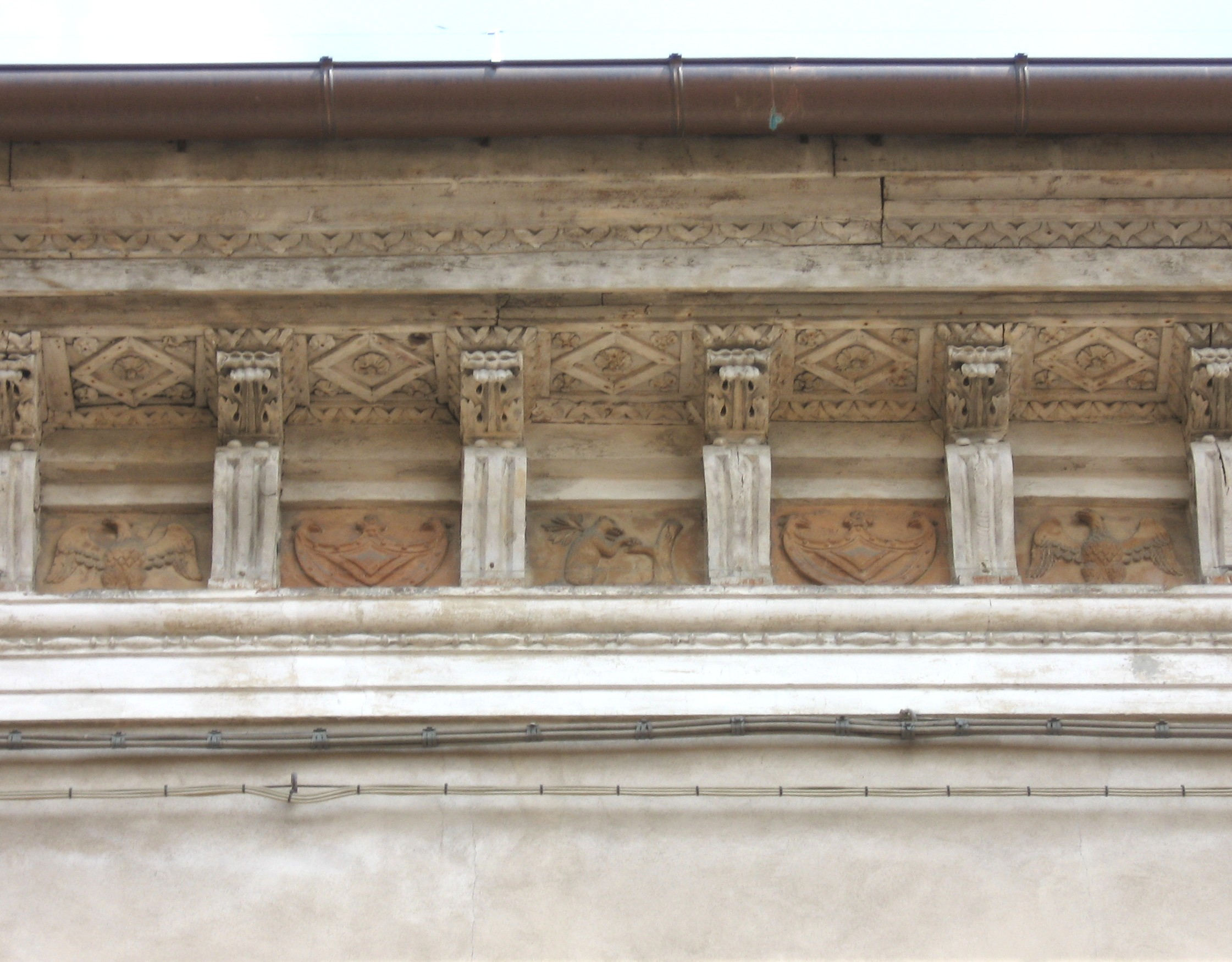
Particolare del cornicione di palazzo Laderchi